# Weiße Deutsche Edelziege
La Weiße Deutsche Edelziege est une race caprine originaire d'Allemagne. Elle fait partie de la population caprine alpine. Son nom peut être abrégé en WDE.

## Origine
C'est une race récente issue en 1928 du métissage de la race suisse Saanen et de races locales blanches. Il s'agit d'une volonté de regrouper des races régionales et de créer une grande race blanche. 
Les effectifs sont peu élevés mais en légère augmentation avec une population qui est passée de 2 000 en 1998 à 4 800 en 2012.

## Morphologie

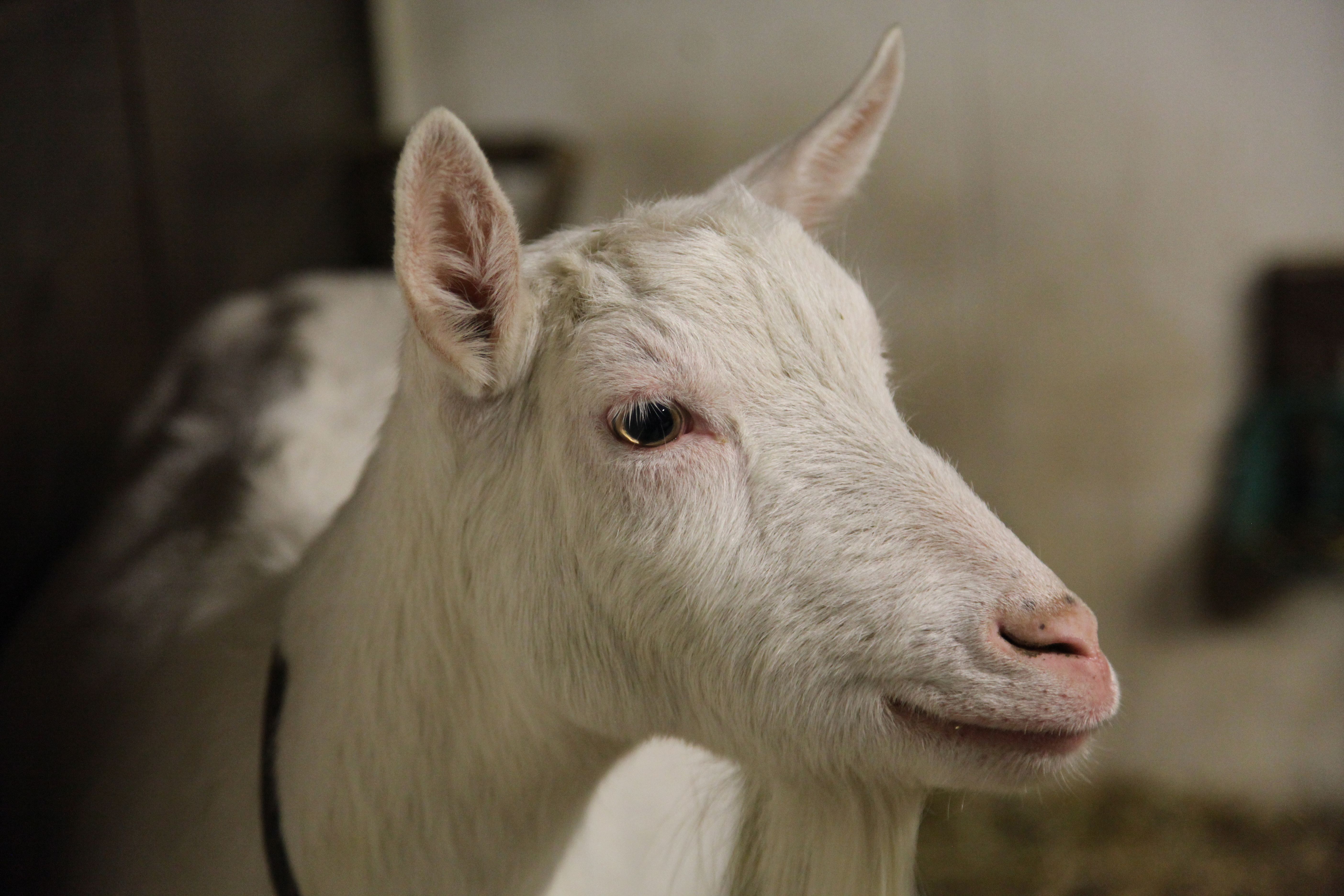
Tête de Weiße Deutsche Edelziege.

C'est une race de grande taille. La chèvre mesure 75 cm pour 65 kg et le bouc 85 cm pour 85 kg.
Elle porte une robe totalement blanche, mais elle peut être un peu mouchetée sur les mamelles, le nez et les oreilles.

## Aptitudes
La Weiße Edelziege est élevée pour sa production laitière. Elle fait partie des meilleures races avec une moyenne de 1000 kg de lait à 3,5 % de matière grasse sur 240 jour de lactation. Elle est peu précoce avec un premier chevrottage à 15 mois. Elle met bas une fois par an entre 1,8 et 2 chevrots.
La sélection vise à augmenter la production laitière tout en maintenant les qualités intrinsèques de la race que sont une mamelle développée apte à la traite mécanique et un taux de matière sèche intéressant pour la transformation fromagère.